# Quintette pour clarinette et cordes (Hindemith)

Le quintette pour clarinette et cordes opus 30 est une composition de musique de chambre de Paul Hindemith composé en 1923 et publié en 1955. Il est joué pour la première fois le 7 août 1923 à Salzbourg par Philipp Dreisbach (clarinette) et le Quatuor Amar (Hindemith y jouait de l’alto).

## Structure
Le quintette comprend cinq mouvements :
1. Sehr lebhaft (très animé)
2. Ruhig (calme)
3. Schneller Ländler ― Langsam ― Presto (ländler rapide ― lent ― presto)
4. Arioso. Sehr ruhig (très calme)
5. Finale. Sehr lebhaft (très animé)

Dans le troisième mouvement la petite clarinette en mi bémol est utilisée au lieu de la clarinette en si bémol pour imiter les sons aigus de la clarinette folklorique.